# Barbara Engelking

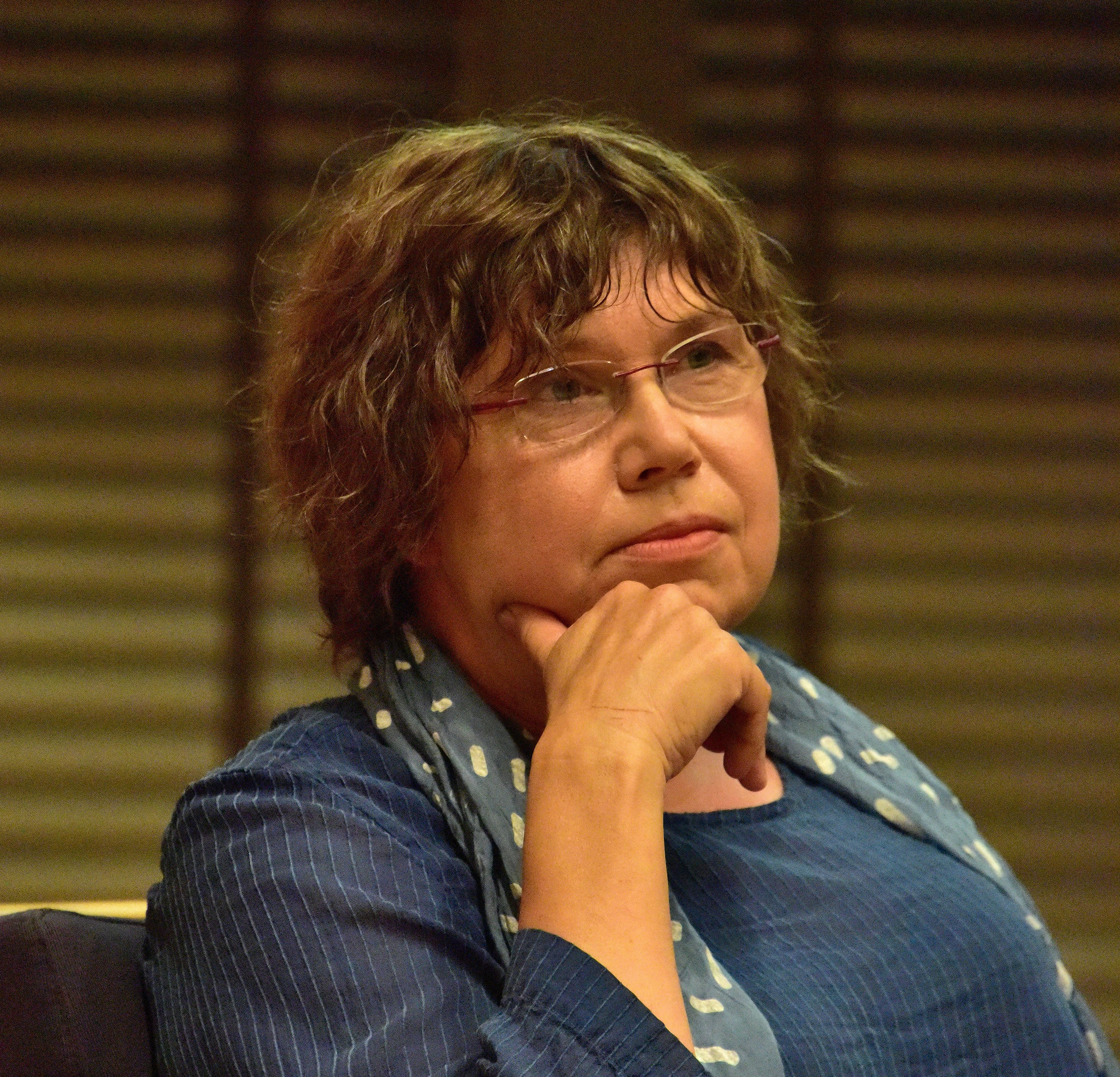
Barbara Engelking (2018)

Barbara Teresa Engelking (geboren am 22. April 1962 in Warschau, Polen) ist eine polnische Soziologin und Psychologin, die als Autorin mehrerer Bücher zum Holocaust und als Gründerin des Zentrums zur Erforschung des Holocaust an der Polnischen Akademie der Wissenschaften in Warschau bekannt wurde. Seit 2011 ist sie Professorin am Institut für Philosophie und Soziologie der polnischen Akademie der Wissenschaften (IFiS PAN). Zudem ist sie Vorsitzende im Internationalen Auschwitz-Rat.

## Biografie
Engelking wurde in Warschau geboren und ging dort zur Schule. Sie ist die Tochter des Mathematikers Ryszard Engelking, der an der Universität Warschau lehrte. In den 1980er Jahren schloss Engelking zuerst ihr Studium der Soziologie mit einem Bachelor-Abschluss ab und begann ein Master-Studium der Psychologie, welches sie 1988 beendete. Ihre Promotion erfolgte 1993 unter der Leitung von Aldona Jawłowska. Titel ihrer Dissertation ist „Auf dem Ascheweg: Überlebende des Holocaust“ (Na łące popiołów : ocaleni z Holocaustu).
Seit 2011 ist sie Professorin am IFiS PAN.
Von November 2015 bis Ende April 2016 war Engelking mittels des Ina-Levine-Invitational-Scholar-Awards im Jack, Joseph and Morton Mandel Center for Advanced Holocaust Studies des United States Holocaust Memorial Museums.
Engelking war mit Michał Boni verheiratet.

## Werk
Engelking hat (Stand April 2018) 41 wissenschaftliche Artikel in Journalen veröffentlicht und Beiträge zu 13 Büchern dritter Herausgeber geleistet. In Deutschland ist sie vor allem für das 2001 zusammen mit Jacek Leociak veröffentlichte Buch „Getto warszawskie: przewodnik po nieistniejącym mieście“ (etwa: Das Ghetto Warschau. Leitfaden für eine nicht existierende Stadt) und das 2008 zusammen mit Helga Hirsch herausgegebene Buch „Unbequeme Wahrheiten: Polen und sein Verhältnis zu den Juden“ bekannt. Über Unbequeme Wahrheiten schrieb die Süddeutsche Zeitung:

„Helga Hirsch und Barbara Engelking haben darin die wichtigsten Essays zum polnisch-jüdischen Verhältnis versammelt, die in den vergangenen beiden Jahrzehnten in polnischen Medien erschienen sind. Oftmals haben diese heftige und wichtige Geschichtsdebatten in Polen ausgelöst.“

Nach eigenen Angaben interessiert sich Engelking insbesondere für die „täglichen Herausforderungen und moralischen Dilemmas während des Holocausts“.
Bei ihrem Aufenthalt am US-amerikanischen Holocaust-Museum in Washington analysierte sie die Überlebensstrategien der polnischen Ghettobewohner Warschaus und entwarf eine Karte der Verstecke in Warschau. Dabei beleuchtete Engelking auch die psychologische Entwicklung der Bewohner über den Verlauf mehrerer Jahre. Ihr Projekt trug den Titel „Hiding on the Aryan Side in Warsaw, 1940–1944.“ (Versteckt auf der arischen Seite in Warschau, 1940–1944.)
In ihrer Vorlesung der jährlich am United States Holocaust Memorial Museum von Ina-Levine-Stipendiaten gehaltenen Veranstaltung beschäftigte sich Engelking mit Träumen als Quelle für die Holocaust-Forschung.

## Kontroversen
2018 veröffentlichten Engelking und Jan Grabowski ein Buch über das Schicksal der Juden in Polen während der deutschen Besatzung 1939 bis 1945. Eine Nichte des damaligen Bürgermeisters Edward Malinowski, dem die beiden vorgeworfen hatten, 22 Juden an die deutschen Besatzer verraten zu haben (die daraufhin erschossen wurden), verklagte sie und argumentierte, dass Malinowski in einem Verfahren kurz nach dem Krieg von den Vorwürfen freigesprochen worden war. Am 9. Februar 2021 verurteilte ein polnisches Gericht Engelking und Grabowski zu einer öffentlichen Entschuldigung an die Klägerin. Das Urteil rief ein weltweites Echo hervor. Sprecher der Holocaust-Gedenkstätte Yad Vashem charakterisierten es als einen „ernsthaften Angriff auf die freie und offene Forschung“. Die Kontroverse entstand auch vor dem Hintergrund eines 2018 (Kabinett Morawiecki I) verabschiedeten, sehr umstrittenen Gesetzes, das „Angriffe auf den guten Namen der polnischen Nation“ unter Strafandrohung stellt. In diesem Gesetz sehen viele Kritiker den Versuch, die polnische Geschichte „weißzuwaschen“. Engelking und Grabowski gingen gegen das Urteil in Revision. Das Berufungsgericht in Warschau hob am 16. August 2021 das Urteil auf, weil es der Freiheit wissenschaftlicher Forschung und der Meinungsfreiheit widerspreche.
Im April 2023 schilderte sie in einem Interview des Fernsehsenders TVN24 das Schicksal von Juden, denen die Flucht aus dem Warschauer Ghetto geglückt war: „Im Alltag drohte ihnen die größte Gefahr von Polen, von ihren Nachbarn.“ Es habe wesentlich mehr Polen gegeben, die materiell von den verfolgten Juden profitieren wollten, als Menschen, die sie retten wollten. Für diese Äußerung wurde sie von Premierminister Mateusz Morawiecki (PiS) scharf angegriffen. Auch der nationalistische Bildungsminister Przemysław Czarnek attackierte sie. Czarnek erklärte, er werde Mittel für ein Forschungsprojekt freigeben, das beweisen solle, dass katholische Polen massiv Juden gerettet hätten. Er kündigte an, die Zuteilung von Finanzmitteln für das von Engelking geführte Institut zu überprüfen, und erntete dafür Proteste internationaler Historikerverbände. Die von der PiS-Regierung durch das Schalten von Reklame indirekt subventionierte Wochenzeitschrift Do Rzeczy brachte Engelking auf die Titelseite der Ausgabe vom 29. Mai 2023, die Balkenüberschrift und der Untertitel lauteten: „Weltkarriere mit Antipolonismus. Barbara Engelking spezialisiert sich seit Jahren darauf, Polen der Beteiligung am Holocaust zu beschuldigen, und wird dafür ausgezeichnet.“

## Publikationen (Auswahl)
- „Zagłada i pamięć“ (Holocaust und Erinnerungen) IFiS PAN 1994.
  - „Holocaust and Memory“, Leicester Univ. Press; 2001. ISBN 0-7185-0159-4.
- Barbara Engelking & Jacek Leociak: „Getto warszawskie: przewodnik po nieistniejącym mieście“ (Das Ghetto Warschau. Leitfaden für untergegangene Stadt) IFiS PAN 2001.
  - „The Warsaw ghetto: a guide to the perished city“, Yale Univ. Press 2009. ISBN 978-0-300-11234-4.
- „"Szanowny panie gistapo": donosy do władz niemieckich w Warszawie i okolicach w latach 1940–1941“ („Sehr geehrter Herr Gestapo“. Denunziationen an die deutschen Behörden in Warschau und Umgebung 1940–1941), IFiS PAN 2003
- Barbara Engelking, Helga Hirsch (Hrsg.): Unbequeme Wahrheiten – Polen und sein Verhältnis zu den Juden. Suhrkamp, 2008 ISBN 978-3-518-12561-8
- „Jest taki piękny słoneczny dzień … Losy Żydów szukających ratunku na wsi polskiej 1942–1945“ (Heute ist ein schöner Sonntag … Das Schicksal von Juden, die auf dem polnischen Land Hilfe suchen), Stowarzyszenie Centrum Badań nad Zagładą Żydów 2011. ISBN 83-932202-1-1.
- mit Jan Grabowski: Dalej jest noc. Losy Żydów w wybranych powiatach okupowanej [Danach ist nur Nacht. Das Schicksal der Juden in ausgewählten Landkreisen des besetzten Polens]. Stowarzyszenie Centrum Badań nad Zagładą Żydów. Warschau 2018, ISBN 978-83-63444-60-0.